# 马克特比巴特
马克特比巴特是德国巴伐利亚州的一个市镇。总面积30.09平方公里，总人口1865人，其中男性949人，女性916人（2011年12月31日），人口密度62人/平方公里。